# Giro de Italia Femenino
El Giro de Italia Femenino (oficialmente: Giro d'Italia Internazionale Femminile; también llamado: Giro Donne y Giro Rosa) es una carrera de ciclismo en ruta femenina profesional por etapas que se disputa en Italia. Se realiza desde el año 1988, habitualmente a principios de julio.
Siempre ha sido una de las carreras femeninas por etapas más prestigiosas, primero de categoría 2.9.1 (máxima categoría del profesionalismo para carreras por etapas femeninas) renombrándose esa categoría en 2005 por la 2.1, manteniendo la carrera dicho estatus (aunque en 2013, tras la introducción de la categoría 2.HC, se quedó en un segundo escalón pero solo ese año ya que esa categoría superior solo existió en ese año 2013). Siendo la más prestigiosa de todas ellas, por ejemplo la Grande Boucle, en sus últimos años fue de categoría 2.2 (última categoría del profesionalismo).
Además, es la única carrera femenina de más una semana de competición debido a la desaparición de la Grande Boucle (en 2009) y Tour de l'Aude femenino (en 2010), consideradas como las Grandes Vueltas femeninas.
Está organizada por EPINIKE.

## Mallas de líder
- Maglia rosa: clasificación general
- Maglia ciclamino: clasificación por puntos
- Maglia verde: clasificación de la montaña
- Maglia bianca: clasificación de las jóvenes
- Maglia azzurra: clasificación de la mejor italiana

## Palmarés
| Año  | Ganador                            | Segundo                | Tercero              |
| ---- | ---------------------------------- | ---------------------- | -------------------- |
| 1988 | Maria Canins                       | Elizabeth Hepple       | Petra Rossner        |
| 1989 | Roberta Bonanomi                   | Alexandra Koliasseva   | Tea Vikstedt-Nyman   |
| 1990 | Catherine Marsal                   | Maria Canins           | Kathryn Watt         |
| 1993 | Lenka Ilavská                      | Luzia Zberg            | Imelda Chiappa       |
| 1994 | Michela Fanini                     | Kathryn Watt           | Luzia Zberg          |
| 1995 | Fabiana Luperini                   | Luzia Zberg            | Roberta Bonanomi     |
| 1996 | Fabiana Luperini                   | Alessandra Cappellotto | Imelda Chiappa       |
| 1997 | Fabiana Luperini                   | Linda Jackson          | Edita Pučinskaitė    |
| 1998 | Fabiana Luperini                   | Linda Jackson          | Barbara Heeb         |
| 1999 | Joane Somarriba                    | Swetlana Bubnenkowa    | Daniela Veronesi     |
| 2000 | Joane Somarriba                    | Alessandra Cappellotto | Walentina Polchanowa |
| 2001 | Nicole Brändli Zinaida Stahurskaya | Diana Žiliūtė          | Edita Pučinskaitė    |
| 2002 | Swetlana Bubnenkowa                | Zinaida Stahurskaya    | Diana Žiliūtė        |
| 2003 | Nicole Brändli                     | Edita Pučinskaitė      | Joane Somarriba      |
| 2004 | Nicole Cooke                       | Fabiana Luperini       | Priska Doppmann      |
| 2005 | Nicole Brändli                     | Joane Somarriba        | Edita Pučinskaitė    |
| 2006 | Edita Pučinskaitė                  | Nicole Brändli         | Susanne Ljungskog    |
| 2007 | Edita Pučinskaitė                  | Nicole Brändli         | María Isabel Moreno  |
| 2008 | Fabiana Luperini                   | Amber Neben            | Claudia Häusler      |
| 2009 | Claudia Häusler                    | Mara Abbott            | Nicole Brändli       |
| 2010 | Mara Abbott                        | Judith Arndt           | Tatiana Guderzo      |
| 2011 | Marianne Vos                       | Emma Pooley            | Judith Arndt         |
| 2012 | Marianne Vos                       | Emma Pooley            | Evelyn Stevens       |
| 2013 | Mara Abbott                        | Tatiana Guderzo        | Claudia Häusler      |
| 2014 | Marianne Vos                       | Pauline Ferrand-Prévot | Anna van der Breggen |
| 2015 | Anna van der Breggen               | Mara Abbott            | Megan Guarnier       |
| 2016 | Megan Guarnier                     | Evelyn Stevens         | Anna van der Breggen |
| 2017 | Anna van der Breggen               | Elisa Longo Borghini   | Annemiek van Vleuten |
| 2018 | Annemiek van Vleuten               | Ashleigh Moolman-Pasio | Amanda Spratt        |
| 2019 | Annemiek van Vleuten               | Anna van der Breggen   | Amanda Spratt        |
| 2020 | Anna van der Breggen               | Katarzyna Niewiadoma   | Elisa Longo Borghini |
| 2021 | Anna van der Breggen               | Ashleigh Moolman-Pasio | Demi Vollering       |
| 2022 | Annemiek van Vleuten               | Marta Cavalli          | Mavi García          |
| 2023 | Annemiek van Vleuten               | Juliette Labous        | Gaia Realini         |
| 2024 | Elisa Longo Borghini               | Lotte Kopecky          | Neve Bradbury        |
| 2025 | Elisa Longo Borghini               | Marlen Reusser         | Sarah Gigante        |

## Otras clasificaciones
| Año |
| --- |

## Más victorias generales
| Ciclista             | Victorias | Años                        |
| -------------------- | --------- | --------------------------- |
| Fabiana Luperini     | 5         | 1995, 1996, 1997,1998, 2008 |
| Anna van der Breggen | 4         | 2015, 2017, 2020, 2021      |
| Annemiek van Vleuten | 4         | 2018, 2019, 2022, 2023      |
| Nicole Brändli       | 3         | 2001, 2003, 2005            |
| Marianne Vos         | 3         | 2011, 2012, 2014            |
| Joane Somarriba      | 2         | 1999, 2000                  |
| Edita Pučinskaitė    | 2         | 2006, 2007                  |
| Mara Abbott          | 2         | 2010, 2013                  |
| Elisa Longo Borghini | 2         | 2024, 2025                  |

## Palmarés por países
| País           | Victorias |
| -------------- | --------- |
| Países Bajos   | 11        |
| Italia         | 10        |
| Suiza          | 3         |
| Estados Unidos | 3         |
| España         | 2         |
| Lituania       | 2         |
| Eslovaquia     | 1         |
| Rusia          | 1         |
| Reino Unido    | 1         |
| Alemania       | 1         |
| Francia        | 1         |